# Stęszew
Stęszew è un comune urbano-rurale polacco del distretto di Poznań, nel voivodato della Grande Polonia.
Ricopre una superficie di 175,22 km² e nel 2004 contava 13 745 abitanti.